# Epsilon Virginis
Pour les articles homonymes, voir Epsilon (homonymie).
Désignations
Epsilon Virginis ou Epsilon de la Vierge (ε Virginis / ε Vir) dans la Désignation de Bayer est une étoile de la constellation de la Vierge.

## Nomenclature
Vindemiatrix est le nom retenu pour ε Virginis / ε Vir par l'Union astronomique internationale (UAI) ). C’est une variante du latin Vindemiator, calque du grec Ρροτρυγητήρ, « l’Annonciatrice des vendanges », attesté chez Euctémon, du fait que son lever héliaque annonçait le temps des vendanges. La mythologie, et notamment Ovide, l'associe à la figure d'Ampélos, en grec ancien Ἄμπελος, « vigne ». Mais ce nom n'apparaît qu'à la Renaissance, notamment dans l'Uranometria de Johann Bayer .
En effet cette étoile est connue depuis les traductions du XIIe siècle et notamment Platon de Tivoli (1138), comme Almuredin alcaft. Ce nom est, dans le ciel des astronomes arabes ayant hérité de Ptolémée, المتقدم القطاف al-Mutaqaddim li-l-Qaṭāf, lui-même calque du grec Пροτρυγητήρ, « Celle qui précède la Vendange ». Or, à peine apparu, le nom latin s’est dissocié en ses deux éléments, soit Almuredin et Alcaft ou ses différentes formes, notamment Alaraph. Tous ces noms, présents chez Johann Bayer, sont largement utilisés jusqu’au XIXe siècle et sont relevés par Richard Hinckley Allen,.

## Propriétés
Vindemiatrix est une étoile géante jaune de magnitude apparente 2,85 et de type spectral G8 III située à environ 109,6 années-lumière (33,6 parsecs) de la Terre selon la méthode de mesure par parallaxe de la mission Hipparcos. D'environ 3 masses solaires, elle possède une luminosité égale à 83 fois celle du Soleil et une température de surface comprise entre 4990 et 5 086 kelvins.
Vindemiatrix est la 3e étoile la plus brillante de la Vierge et la 145e étoile la plus brillante du ciel. Née il y a une centaine de millions d'années, elle a épuisé sa réserve d'hydrogène transformée en hélium et brûle désormais cet hélium. De ce fait, elle doit augmenter sa température et sa pression centrale, ce qui a pour conséquence d'étendre son enveloppe externe, qui par contre-coup se refroidit : Vindemiatrix se transforme donc en géante rouge...